# M1卡宾枪

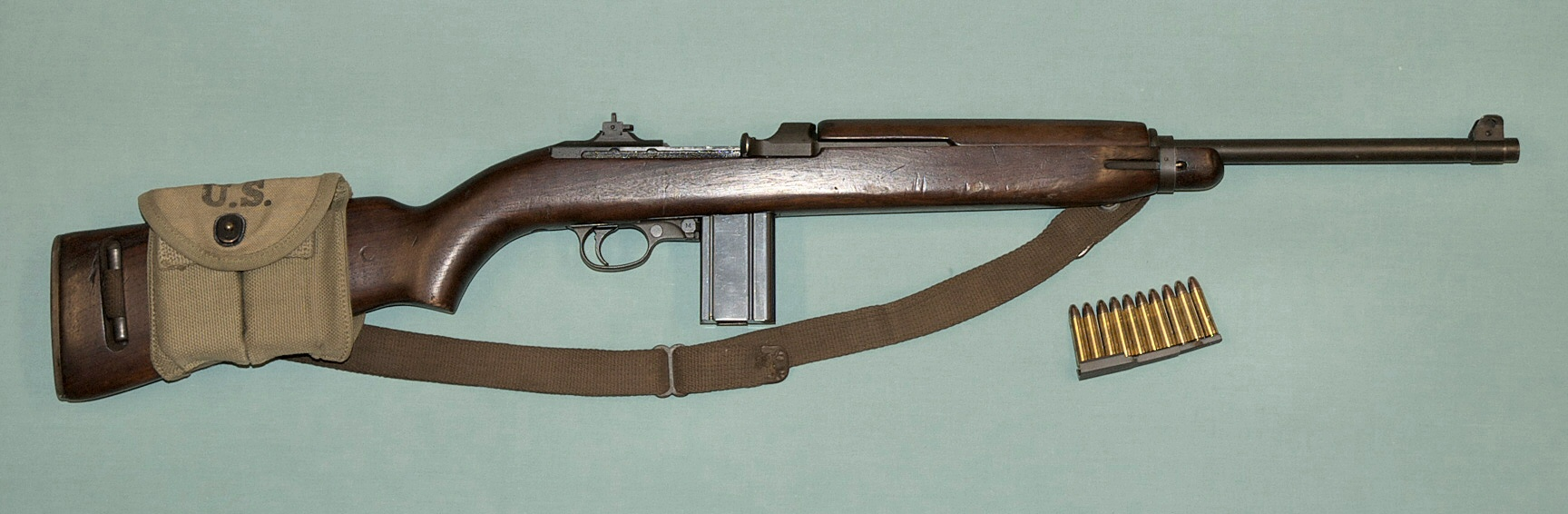
M1卡賓槍

M1卡賓槍（M1 Carbine）是美國在二戰至越戰時期採用的制式輕型半自動卡賓槍，有多種衍生型，是二戰中美國使用最廣泛的武器之一。

## 歷史
1938年，美國陸軍要求為軍官、軍士、車組成員、機槍手、通訊兵及其他不便攜帶全尺寸步槍的士兵，配備一種介乎於步槍與手槍之間，重量不超過2.5公斤的輕型步槍，作為輕型自衛武器用以取代手槍和衝鋒槍。1940年美國軍方批准展開研製計劃，由溫徹斯特連發武器公司設計的樣槍以及彈藥被美軍選中，1941年定型，命名為M1卡賓槍，並於1942年進入現役裝備部隊。直到二戰結束，M1卡賓槍共生產了超過600萬把，这个数字超过了M1加兰德步枪的产量。二戰期間，M1卡賓槍主要由美國海軍陸戰隊使用。
在太平洋战场，M1卡宾枪因体积小，重量轻，以及近距離火力较强而受到时常在丛林地形行动，接敌不频繁的士兵和游击队员的好评。但日常与敌军作战的前线士兵（特别是在菲律宾作战的士兵）发现该枪的穿透力及停止作用均有所不足。虽然M1卡宾枪使用的.30卡宾枪弹可以轻松穿透钢盔的正背面以及当时日军所使用的身体护甲，但是敌军在中弹，以至多次中弹后仍未丧失战斗力的记录多次出现在美军各方的战后报告當中（after-action reports）。
起初，M1卡宾枪被設計為一款具全自动射击功能的武器，但由于新型卡宾枪需要快速投产，该功能被取消了。然而在战争後期，为应对德军广泛采用的StG44突击步枪等全自动武器，美军于1944年10月採用可選射的改良版M2卡宾枪与30发弹匣。M2卡宾枪在全自动模式下射速高达850—900发／分鐘。該枪在战争末期（1945年4月）才开始投产，美国军械署亦向士兵分发了可把M1改裝成M2卡宾枪的转换套件，士兵可使用该工具在前线将M1卡宾枪改装以使其可全自动射击。这些改装型卡宾枪在二战末期的戰鬥中獲美軍有限使用。
在韓戰期間使用，美軍內部出现很多抱怨指称.30卡宾枪弹无法阻止身着厚重衣物或装备的朝鲜人民军和中国人民志愿军士兵，甚至在近距离以及多次命中的情況下亦不見效。海军陆战队第1师的陆战队员亦报告有卡宾枪弹无法阻止敌军士兵的情况，部份单位甚至对卡宾枪射手下达作战规定，要求其瞄准敵軍头部射击。中國人民志愿军中使用美军装备的步兵也因相同的原因而厌恶该型卡宾枪，缴获的M1和M2卡宾枪一般装备传令员和迫击炮组员。尽管毁誉参半，M2卡宾枪仍因其持續性火力而常常成为美军在朝鲜半島战场中夜间巡逻时的首选武器。士兵们经常会将两到三个弹匣用胶带固定在一起以提高换弹速度，即弹匣并联。（这一方式一般被称作“叢林風格”）
越戰期间，南越軍隊從美國政府接收了至少793,994把M1与M2卡宾枪，这些卡宾枪在戰爭中得到了广泛使用。與此同時，越共游擊隊也曾缴获這些卡宾枪，并将枪管或枪托锯短以方便使用。虽然M1／M2卡宾枪较轻的重量和较高的射速令其适合身材相对较小的亚洲人使用，但是也因为缺乏动能及穿透力而令这些武器无法与AK突擊步槍作比较。

## 設計
M1／M2／M3卡賓槍採用短行程活塞導氣原理，轉拴式槍栓方式運作。其中M1和M3只能半自動射擊，而M2則為一款選射武器，其槍栓左側設有快慢機，可選擇半自動或全自動射擊。這些武器能夠使用15或30發容量的彈匣供彈，槍托上可以附加攜帶兩個備用彈匣的彈匣袋。
M1／M2／M3卡賓槍所發射的.30卡賓槍彈（7.62×33毫米）基本上是温彻斯特M1905步枪使用的.32温彻斯特自填弹的无突缘版本。标准的.30卡宾枪弹弹头重110格令（7.1克），使用M1卡宾枪的18英寸枪管射击时，枪口初速度为610米／秒，动能为1,311焦耳。在100碼（91）的距离上，M1卡宾枪的散布在3英寸至5英寸之间，这对于一款近距离自卫武器来说已经足够。M1卡宾枪的最大射程为300碼（270），但是弹头在超过200碼（180）后下坠严重，因此M1／M2／M3卡宾枪的实际有效射程大约为200码。
M1卡宾枪最初服役时是使用15发标准直弹匣供彈。但隨著美军於1944年10月采用M2卡宾枪，一種30发弯曲弹匣（绰号“香蕉弹匣”）亦同时成為美军制式裝備。二战后，30发弹匣很快成为了M1与M2卡宾枪的标准弹匣，但15发直弹匣一直到越战结束后才停止使用。在初期的战斗报告中，士兵们经常会在战斗中误将弹匣释放按钮当作保险按下。随后，生產廠商改以旋转式保险取代原本的按钮式保险。
早期的M1卡賓槍並不配備刺刀，後來根據軍隊的要求，在槍管下方增加了刺刀座，並配備M4刺刀。M1／M2卡賓槍具有重量低及射擊時容易控制等優點。在第二次世界大戰期間，M1卡賓槍被認為是一種有效的近戰武器。但在韓戰期間，M1／M2卡賓槍在嚴寒低溫環境下的可靠性表現差劣。主要原因是复进簧较为脆弱，润滑油在低温下冻结以及弹药在零度以下反冲力不足。

## 出口
越南戰爭初期，美國政府曾將M1／M2卡賓槍作為軍事援助物資供應友邦，該槍曾是南越軍隊的主要武器。M1卡賓槍亦曾經是聯邦德國（西德）巴伐利亞邦警察以及以色列警察使用的武器。直至現在，以色列仍擁有大量M1卡賓槍及.30卡賓槍彈藥。

## M1卡賓槍在中國

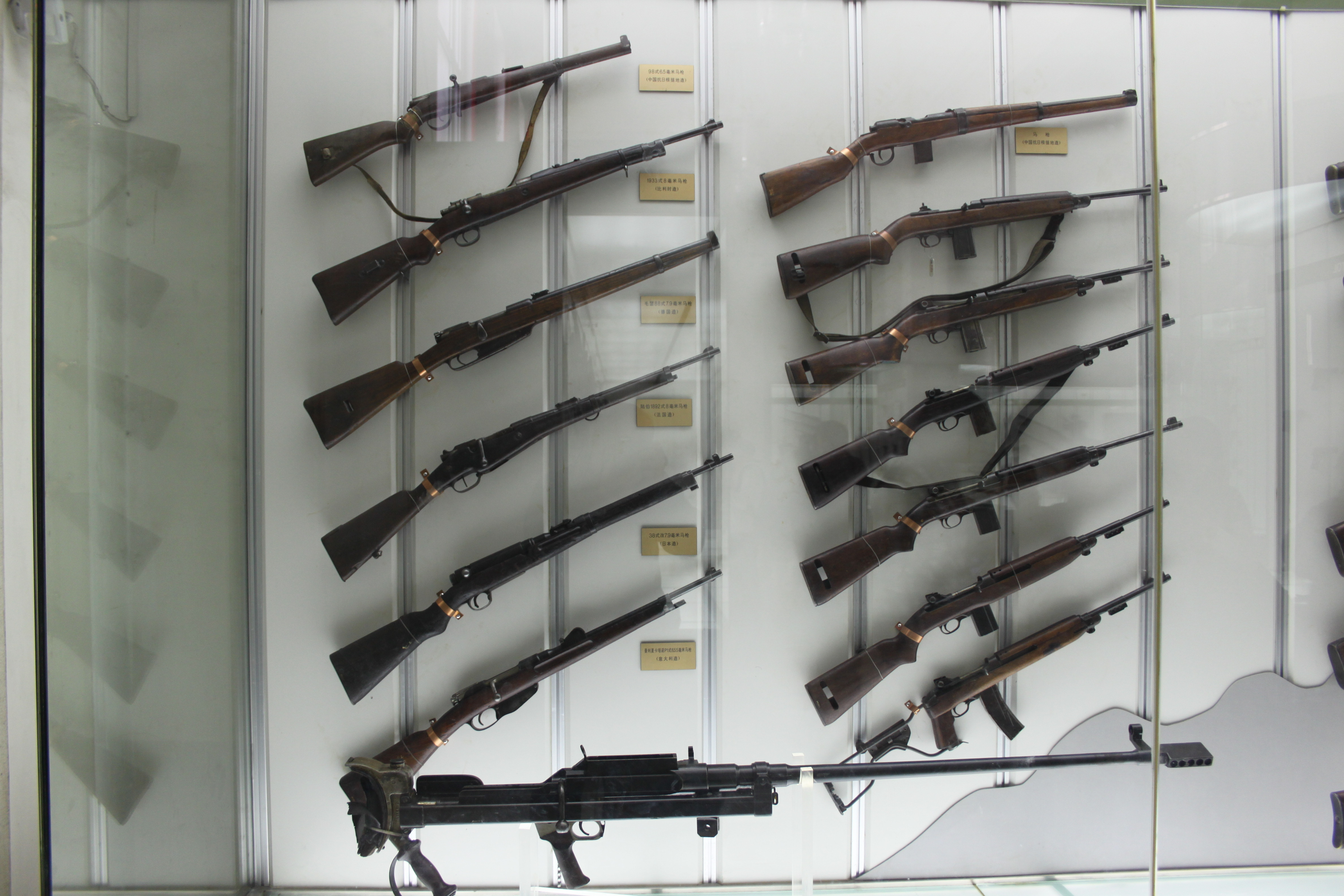
中國在中日戰爭、國共內戰和韓戰當中皆有使用M1卡賓槍（圖右側）

1942年後美國以租借法案名義向中華民國政府供應有限的M1卡賓槍，相比起國民革命軍當時裝備的各款栓動式步槍，M1卡賓槍作為半自動武器而且輕巧靈活，故得到了不少國軍士兵的好評。
1945年，国民革命军宪兵也装备了M1卡宾枪，部份在国共内战期间流入中共軍隊手中。
在韓戰期間，入朝參戰的中國人民志願軍也同樣廣泛地使用M1卡賓槍，這些武器不單來自原先的國民黨軍，也繳獲自美軍和韓國軍，以及来自苏联转赠的二战期间美国对苏联的援助。
1949年夏季，中共中央军委下令研究仿制M1卡宾枪，属下兵工厂并曾试产了少量枪枝。后因苏联提供兵工设备及技术（53式步骑枪及56式半自动步枪），中國人民解放军才停止研究仿制M1卡宾枪的工作。
餘下的M1卡賓槍被交予中國民兵使用至1980年代。

## 改進型號

### M1A1卡賓槍

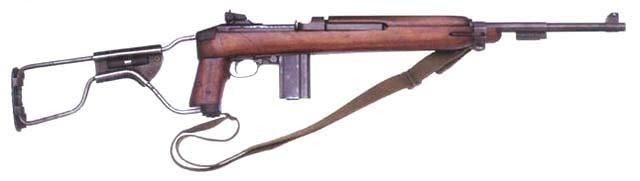
M1A1卡賓槍

- 1942年定型，共制造約150,000把
- 摺疊槍托
- 金屬製骨架式槍托，向左摺疊
- 供空降部隊使用

### M1A2卡賓槍
- 改進機械照門，加入風偏調節
- 沒有投產

### M1A3卡賓槍
- 由M1A1用的摺疊槍托改為伸縮式槍托
- 配備15發彈匣
- 沒有投產，原意為替代M1A1卡賓槍但沒有落實

### M2卡賓槍
- 1944年定型

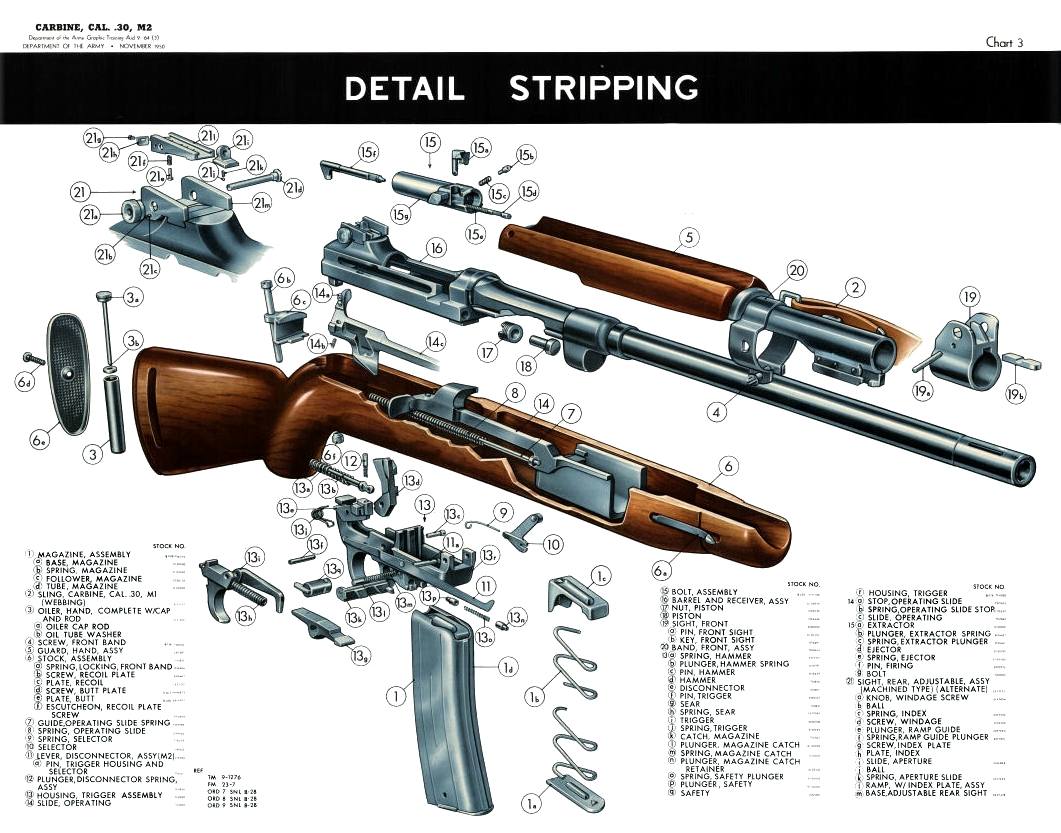
M2卡賓槍零件說明書

- 增加快慢機，可選擇半自動或全自動射擊模式，定位類似德國人提出的突擊步槍概念
- 配30發彈匣，但可與15發彈匣通用
- 共制造約60,000把（但考慮到有眾多M1卡賓槍被改造成M2，所以實際數目比官方公佈為多）
- 雖然有全自動模式，但因為無手槍握把，M2比裝有握把的突擊步槍較難控制

尽管美军对于该枪有需求，但M2卡宾枪在二战中的使用十分有限，且大多是用於战争即将结束时的太平洋战场。M2卡宾枪在后勤维护方面与M1卡宾枪并无太大差异，且其射程、精度以及穿透性均强于诸如汤普森冲锋枪与M3冲锋枪等使用手枪弹的冲锋枪。因此，在二战之后，M2卡宾枪在美军中很大程度上取代了冲锋枪，直到其被M16突擊步槍取代。

### M3卡賓槍

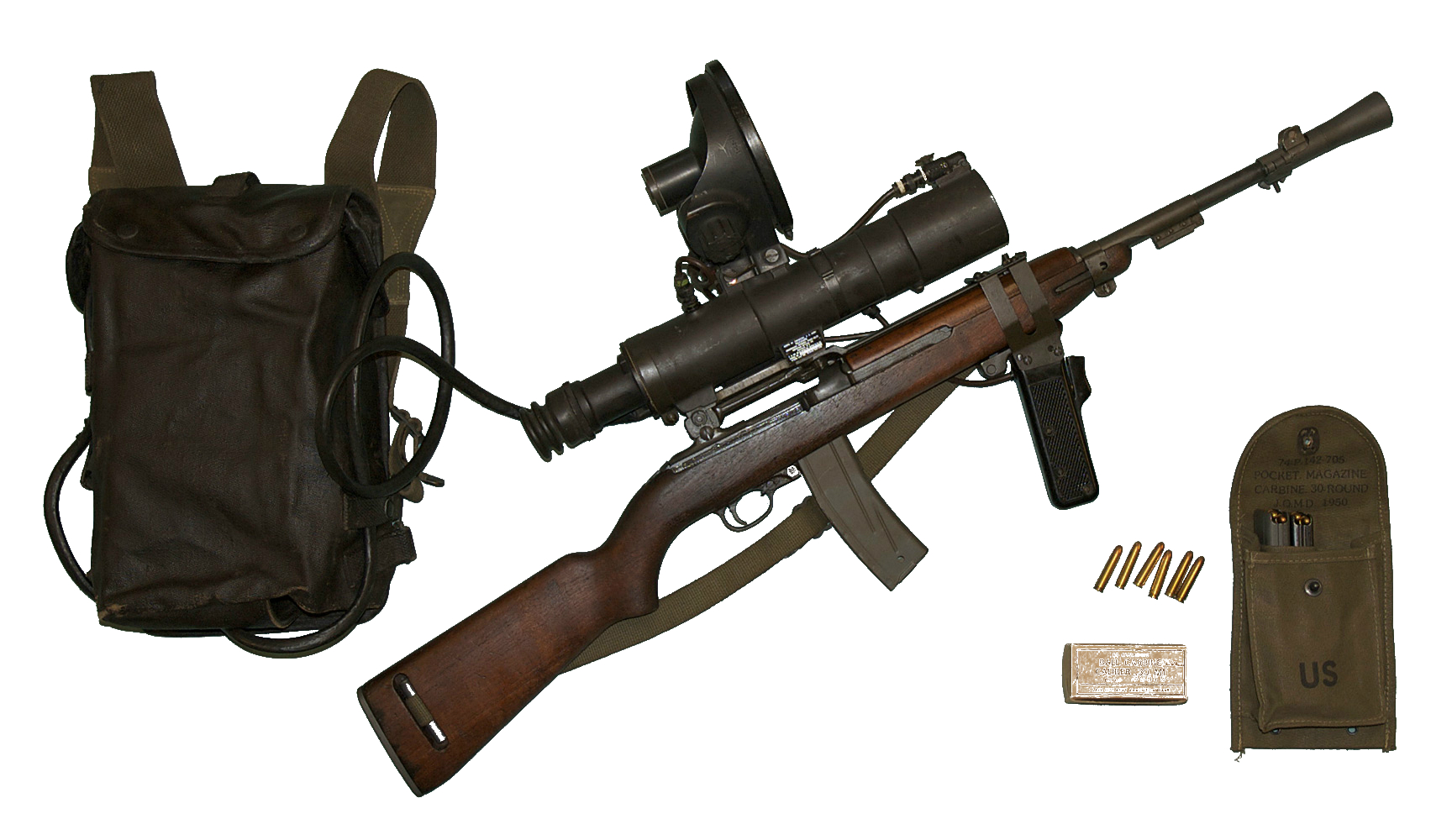
原始的朝鮮戰爭時代美国海军陆战队裝備的M3卡賓槍及以上的M3夜視狙擊鏡。橡膠化帆布製背包裝有一具12伏大型電池，可為20,000伏的狙擊鏡供電。其他還有卡賓槍槍口以上裝有的M3消焰器、右側的.30卡賓槍彈和30發可拆卸式彈匣的彈藥包

- 1945年定型
- 裝有M3紅外夜視裝置，以T3鏡架配合
- 加裝喇叭形消焰器
- 主要服役於韓戰及越戰
- 共制造約2,100把[42]

### 其他

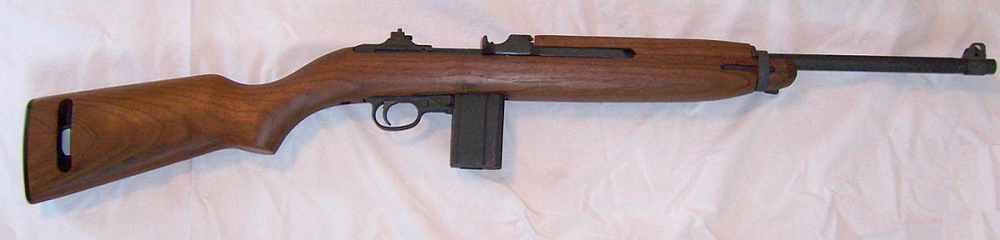
美國自動軍械公司生產的AOM-130卡賓槍（M1卡賓槍民用型）

- 以色列擁有大量M1卡賓槍及.30卡賓槍彈藥，但由於過於老舊及只能半自動射擊，以色列決定以保留原槍栓部件的方式作改進，設計出HEZI SM-1及IMI Magal。HEZI SM-1是一種以M1卡賓槍改造成犢牛式結構的選射式個人防衛武器；而IMI Magal則是以Galil改造成使用.30卡賓槍彈藥的卡賓槍。
- 美國斯特姆—儒格公司推出的儒格Mini-14半自动步槍是以M1卡賓槍及M14自動步槍為基礎改進而成，而其選射版本AC-556／AC-556F也與M2卡賓槍相似。
- 美國的民間市場亦有多款仿軍版M1卡賓槍發售，更有多種口徑的改裝版本，如.22 LR口徑型[43]。

## 使用彈藥類型
軍用.30卡賓槍彈：
- M1普通彈（Cartridge, Caliber .30, Carbine, Ball, M1）
- M6空包彈（用於發射槍榴彈）
- M13訓練彈（Cartridge, Dummy, Caliber .30, Carbine, M13）
- M18高壓試驗彈（Cartridge, Caliber .30, Carbine, Ball, High Pressure Test, M18）
- M27曳光彈（Cartridge, Caliber .30, Carbine, Tracer, M27）

## 流行文化

### 電子遊戲
- 《使命召喚:二戰》
- 《應徵入伍》
- 《集火地獄》

## 使用者
- 阿富汗

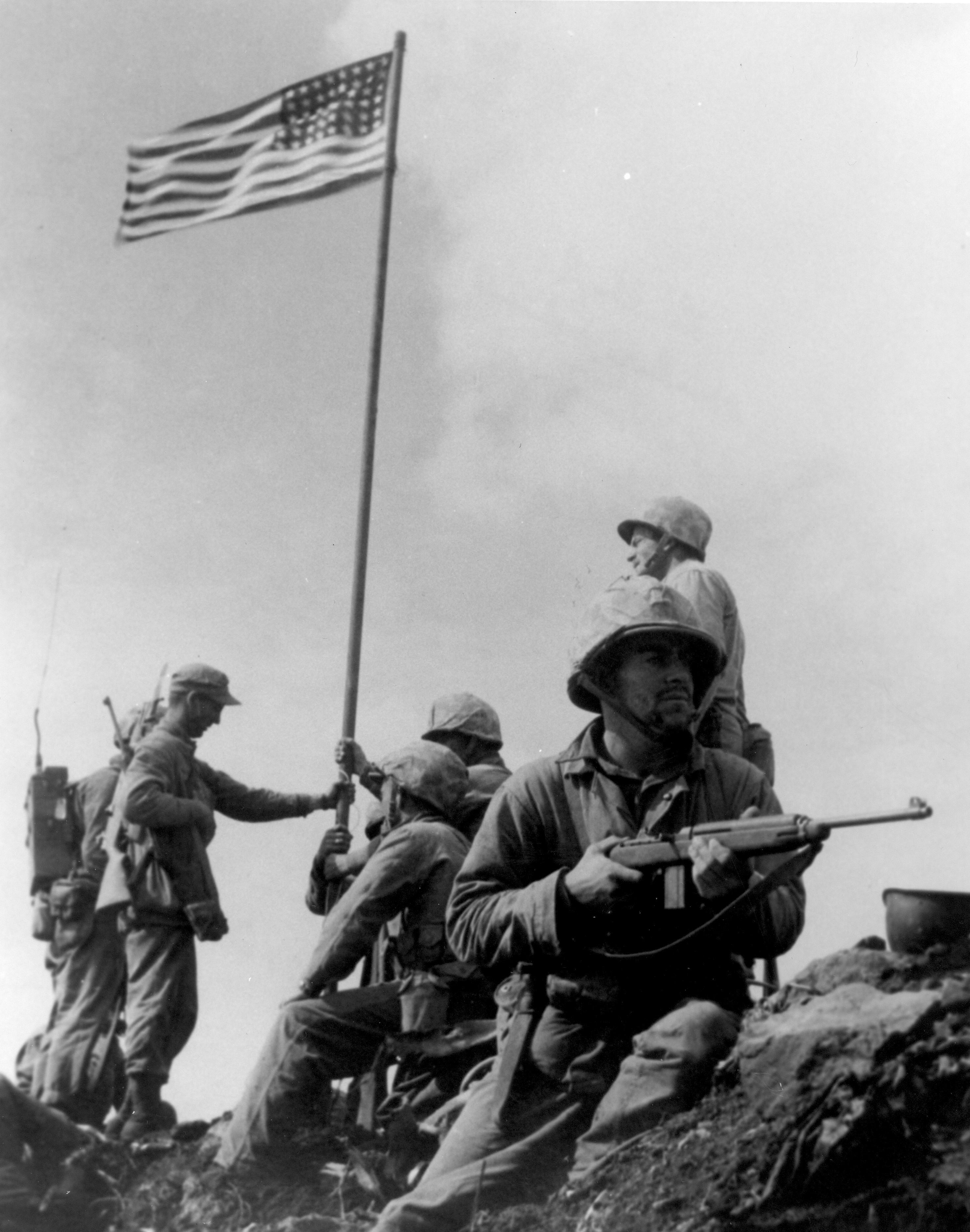
參加硫磺島戰役的美國海軍陸戰隊員手持M1卡賓槍

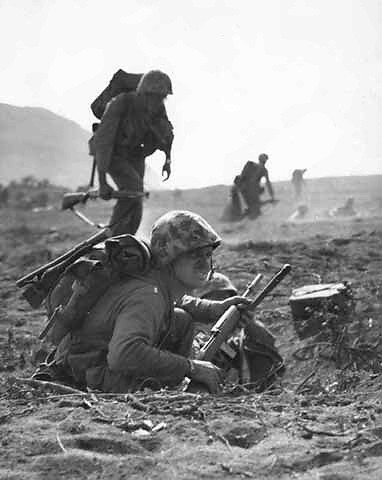
同為參加硫磺島戰役的美國海軍陸戰隊員，留意他使用的M1卡賓槍裝上了M8槍榴彈發射器

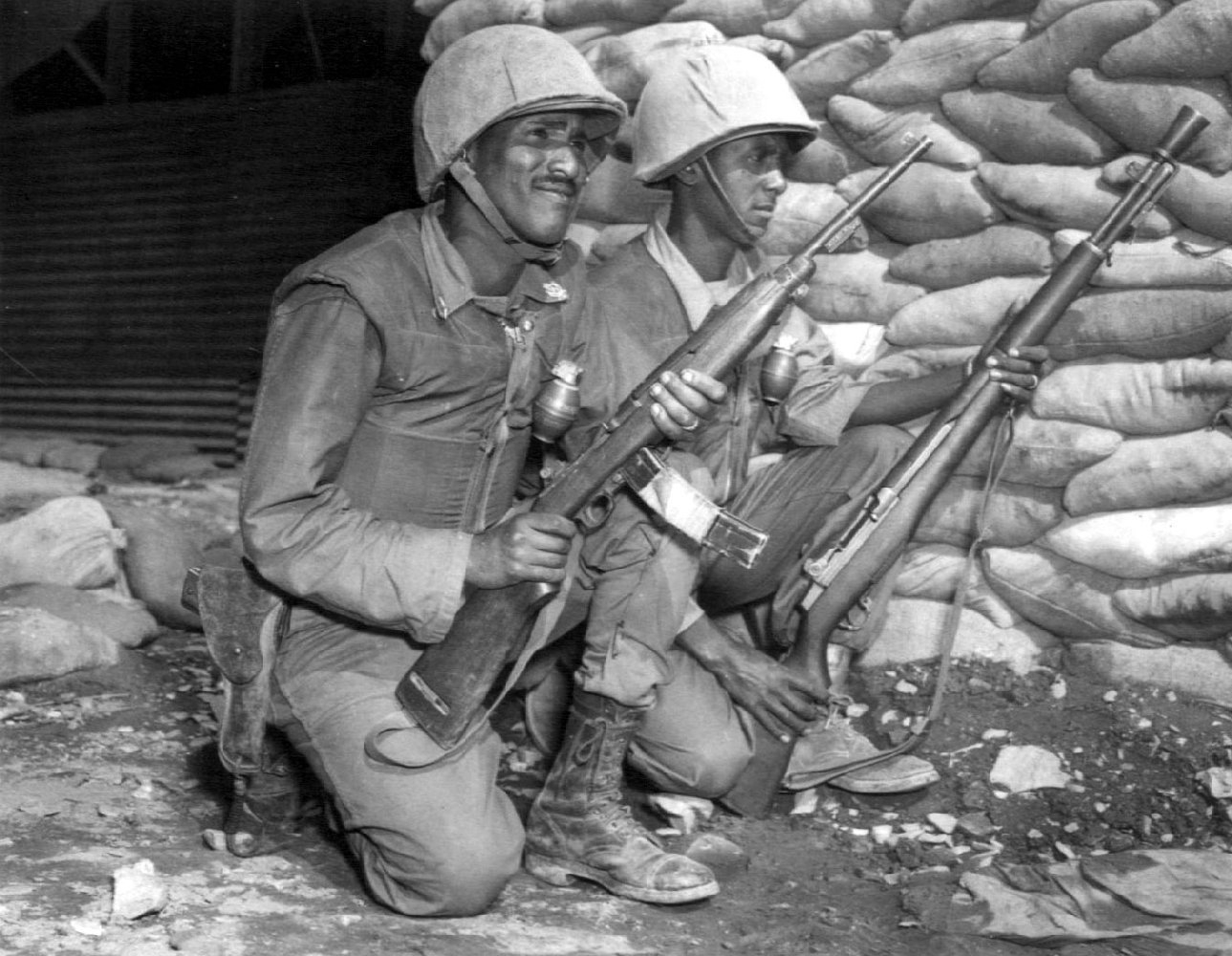
攜帶M1卡賓槍（左）與M1加蘭德步槍（右）參與韓戰的衣索比亞士兵，攝於1953年

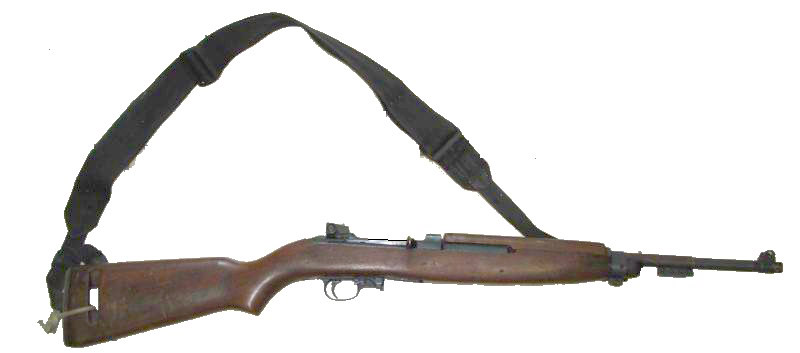
以色列警隊的M1卡賓槍

- 阿尔及利亚－於阿爾及利亞獨立戰爭期間從法軍手上繳獲到大量的M1卡賓槍。
- 安哥拉
- 阿根廷
- 奥地利—於1950—1970年代期間採用。
  - 奥地利聯邦軍
  - 奥地利聯邦警察
- 玻利维亚
- 巴西
  - 巴西遠征軍：於1944—1945年間使用。
  - 巴西憲兵（英语：Military Police (Brazil)）
- 柬埔寨
- 加拿大
- 智利
- 中華民國
  - 國民革命軍：二戰期間361把
  - 中華民國陸軍：自1945年裝備至1968年，1963年-1968年美國以對外軍事援助計畫（MAP）援助台灣總數約115,948把，包含少部分全自動版本（M2）[44]。
  - 中華民國憲兵：由1945年裝備至1980年代。
  - 內政部警政署
- 中华人民共和国
  - 中國人民解放軍
  - 中國人民志願軍
  - 中國民兵
- 哥伦比亚
- 刚果共和国
- 古巴
- 賽普勒斯
- 刚果民主共和国
- 丹麦
- 埃及
- 薩爾瓦多
- 衣索比亞
- 法國
  - 法國武裝部隊：於1954—1962年間使用。
- 納粹德國
  - 德意志國防軍：繳獲自美軍。
- 西德—於1950—1960年代期間使用。
  - 德國聯邦國防軍
  - 德國聯邦邊防衛隊（英语：Bundesgrenzschutz）
  - 警察單位
- 希腊
  - 希臘空軍：使用至1990年代中期。
- 格陵兰
  - 格陵蘭警察（英语：Law enforcement in Greenland）
- 英屬香港
  - 皇家香港警察：警察訓練營於六七暴動期間的裝備之一，後來被AR-15自動步槍所取代[45]。
- 印度
- 印度尼西亞
- 伊朗
- 伊拉克
- 以色列
  - 以色列國防軍：由1945年裝備至1957年。
  - 以色列警察：由1970年代裝備至今。
- 義大利
  - 卡賓槍騎兵：使用至1992年。
- 日本
  - 陸上自衛隊：1950—1989年期間使用。
- 约旦
- ：總數共1,015,588把。
  - 大韓民國國軍：自韓戰開始裝備，至今後備部隊仍有使用。
- 黎巴嫩
- 利比里亚
- 利比亞
- 墨西哥
- 摩洛哥
- 緬甸
- 荷蘭－於1940—1970年代期間使用。
  - 荷蘭武裝部隊
  - 荷蘭國家警隊（英语：Law enforcement in the Netherlands）
- 尼加拉瓜
- 奈及利亞
- 挪威
  - 挪威國防軍：自1951年裝備至1970年。
  - 挪威警察局（英语：Norwegian Police Service）：自1951年裝備至1990年代。
- 巴基斯坦
- 巴拿马
- 秘魯
- 菲律賓－二戰後使用。
  - 菲律賓武裝部隊
  - 菲律賓國家警察
- 苏里南
- 泰國
- 突尼西亞
- 土耳其
- 英国
  - 英國武裝部隊：於1943年—1960年代期間有限地使用。
  - 皇家阿爾斯特警察：裝備至1980年代。
- 美国
  - 美國武裝部隊：於1941年採用，直至1970年代退役。
  - 聯邦及地方執法機構
- 乌拉圭
- 苏联—二戰期間通過租借法案獲得7把M1卡賓槍。
- 委內瑞拉
- 越南共和国
  - 越南共和國軍：於1960—1970年代間裝備，直至越戰結束。
- 越南
  - 越南人民軍：繼承自前南越政權。

## 流行文化

### 電影及電視劇
- 《現代啟示錄》
- 《異域2：孤軍》

### 電子遊戲
- 《系列》
- 《系列》
- 《系列》
- 《恥辱之日（英语：Day of Infamy (video game)）》
- 《英雄與將軍》
- 《應徵入伍》
- 《SIELLA-7》
- 《少女前線》

## 外部連結
- （英文）—M1卡賓槍說明書 （页面存档备份，存于）
- （英文）—M1、M1A1、M2、M3卡賓槍介詔 （页面存档备份，存于）
- （英文）—美國陸軍戰場手冊23-7（1942年） （页面存档备份，存于）
- （中文）—枪炮世界—M1卡宾枪 （页面存档备份，存于）
- How an M1 carbine works （页面存档备份，存于）